# We Are Superhuman
We Are Superhuman è il quarto EP in lingua coreana (il quinto in totale) della boy band sudcoreana NCT 127, pubblicato nel 2019.

## Tracce
1. Highway to Heaven – 3:20
2. Superhuman – 3:57
3. Fool (아 깜짝이야; Ah Kkamjjak-iya) – 2:41
4. Jet Lag (시차; Sicha) – 3:15
5. Paper Plane (종이비행기; Jong-ibihaenggi) – 3:44
6. Outro: We Are 127 (Narrated by NCT 127) – 1:27